# 톱니바퀴왕
《톱니바퀴왕》(歯車王)은 《열혈최강 고자우라》에 등장하는 등장인물으로, 국내명은 태엽대왕. 성우는 스가와라 마사시 / 오인성.

## 소개
기계 신(기계 대마왕)의 부하로 맨 처음 캡틴 사우루스가 상대하는 첫 번째 적이다. 사천왕 중 유일하게 자신이 직접 조종하는 전용 로봇이 없고 기그라는 직속 부하를 데리고 있으며, 기그가 고장난 물건으로 만든 기계화수와 합체해서 캡틴 사우루스에게 도전하나 번번히 패배, 16화에서는 자신의 몸의 기계생명을 빼서 기계화성 동력부로 만들어진 운석에 넣어 불사신의 몸을 얻고 지금까지 나타난 데블전사의 능력을 합해서 도전하나, 캡틴 사우루스가 운석을 부수고 캡틴 사우루스의 기술을 맞고 패배하여 아직 살아있지만, 전기왕의 번개 기술을 맞고 사망. 45화에서는 기계대마왕에 의해서 다른 사천왕들과 함께 불사신의 몸을 얻고 태엽대왕 2세(원판에서는 톱니바퀴대왕으로 각각의 사천왕들은 전기대왕, 엔진대왕, 원자대왕으로 불린다.)로 부활해서 강태양을 기계인간으로 만들어버린다. 마지막에 다른 사천왕들과 합체해서 도전하나 역시 번번히 패배하고, 기계대마왕의 손에 파괴당한다. 모티브는 톱니바퀴.